# Intervenció a Sibèria
La intervenció a Sibèria de 1918-1922 va ser l'enviament de tropes per part de les potències de l'Entesa a les Províncies Marítimes de Rússia com a part d'un gran esforç de les potències Occidentals i el Japó per ajudar l'Exèrcit Blanc en contra de l'Exèrcit Roig durant la Guerra Civil Russa. L'imperi japonès continuà ocupant Sibèria fins i tot després que la resta de les forces aliades l'abandonessin el 1920.

## Context i objectius de la intervenció

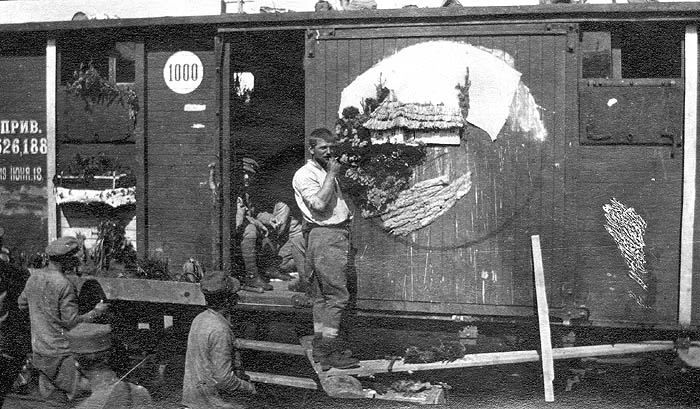
Soldats de la Legió Txeca a Sibèria

Arran de la Revolució d'octubre de 1917 a Rússia, el nou govern bolxevic va signar la pau per separat amb Alemanya. El col·lapse del front rus representava un gran problema als poders de l'Entesa, ja que a més de permetre que Alemanya recuperés tropes i material militar per al front de l'oest, va fer possible que els alemanys asseguressin els seus enormes arsenals de subministraments que havia estat acumulant a Múrmansk, Arcàngel i Vladivostok. A més, els 50.000 homes de la Legió Txeca, que lluitaven al costat dels Aliats, va quedar atrapats darrere les línies enemigues, i estava intentant obrir-se pas a través de l'est cap a Vladivostok seguint la ruta del Ferrocarril Transsiberià.
Davant d'aquestes preocupacions, Gran Bretanya i França va decidir intervenir militarment a la guerra civil russa contra el govern bolxevic. Tenien tres objectius que esperaven aconseguir:
1. Evitar que les existències de material de guerra aliats a Rússia caiguessin en mans alemanyes o bolxevics.
2. Rescatar la Legió txeca i retornar-la al front europeu.
3. Ressuscitar el Front oriental mitjançant la col·laboració de l'Exèrcit Blanc.

Amb tropes poc nombroses, els britànics i els francesos van demanar que els Estats Units participessin en la campanya al Nord de Rússia i en la de Sibèria. El juliol de 1918, en contra del consell del Departament de Guerra, el president Wilson va accedir a enviar 5.000 soldats dels EUA: la Força expedicionària americana al Nord de Rússia (American North Russia Expeditionary Force, també coneguda com l'Expedició Polar Bear) i 10.000 soldats en la Força expedicionària americana de Sibèria. En el mateix mes, abans d'agost, el govern Beiyang de la República de la Xina, va acceptar una invitació del Moviment Blanc i va enviar 2.000 soldats. Els xinesos més tard ocuparien Mongòlia Exterior i Tuva i van enviar un batalló a la campanya del Nord de Rússia com a part dels seus esforços contra els bolxevics.

## Participants

### Gran Bretanya, Canadà i Itàlia

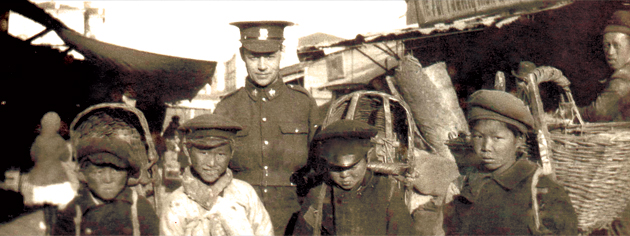
L'oficial metge canadenc Edwin Stephenson poc abans de morir de verola. Vladivostok, 1919.

La Gran Bretanya participà amb poc personal; van desplegar només 1.500 soldats. Provenien del 9è Batalló del Regiment de Hampshire i del 25è Batalló del Regiment Middlesex.
El Canadà aportà la Força Expedicionaria Canadenca a Sibèria, autoritzada l'agost de 1918, amb el comandament del Major General James H. Elmsley; fou enviada a Vladivostok per reforçar la presència aliada allà. Constituïda per 4.192 soldats, la força va tornar al Canadà entre abril i juny de 1919. Durant aquest temps, els canadencs van tenir una baixa participació en la guerra. Es van enviar menys de 100 tropes de procediment a Omsk, en qualitat de personal administratiu per als 1.500 soldats britànics que ajudaven al govern rus blanc de l'almirall Aleksandr Koltxak. La majoria dels canadencs es va mantenir a Vladivostok, realitzant exercicis militars de rutina i tasques policials a la ciutat portuària.
Itàlia van jugar un petit rol però de gran importància durant la intervenció, lluitant juntament amb la Legió Txecoslovaca i altres forces aliades utilitzant trens de guerra fortament armats i blindats per al control de grans sectors del ferrocarril siberià. Les principals àrees d'operació van ser les regions d'Irkutsk, Harbin i Vladivostok.

### Japó

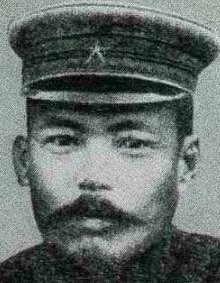
El General Yui Mitsue

El Japó, el 1917, ja havien rebutjat una sol·licitud realitzada pels francesos per intervenir a Rússia. No obstant això l'Estat Major de l'Exèrcit va veure en la caiguda del règim tsarista l'oportunitat de lliurar al Japó de qualsevol amenaça futura per part de Rússia mitjançant la creació d'un estat tap a Sibèria. El govern japonès va refusar en principi embarcar-se en aquesta aventura i va ser només un any després quan, en vista del curs dels esdeveniments, va decidir canviar de política.
El juliol de 1918, el president Wilson va demanar al Japó l'enviament de 7.000 soldats com a part d'una coalició internacional de 25.000 efectius, concebuda per donar suport al rescat de la Legió Txeca i l'aprovisionament de subministraments militars. Després d'un acalorat debat parlamentari, l'administració de Primer Ministre Terauchi Masataka va accedir a enviar 12.000 soldats, però sota el comandament del Japó i no com a part d'una coalició internacional.
Una vegada que s'havia pres la decisió política, l'Exèrcit Imperial Japonès va assumir el control total de l'operació sota el comandament del cap de l'Estat Major, Yui Mitsu, realitzant una acurada planificació de l'expedició. Els japonesos finalment van desplegar uns 70.000 soldats que van ocupar ciutats i pobles russos a al krai de Primórie entre 1918 i 1922 i van patir 1.399 morts i altres 1.717 morts per malalties.

### Estats Units

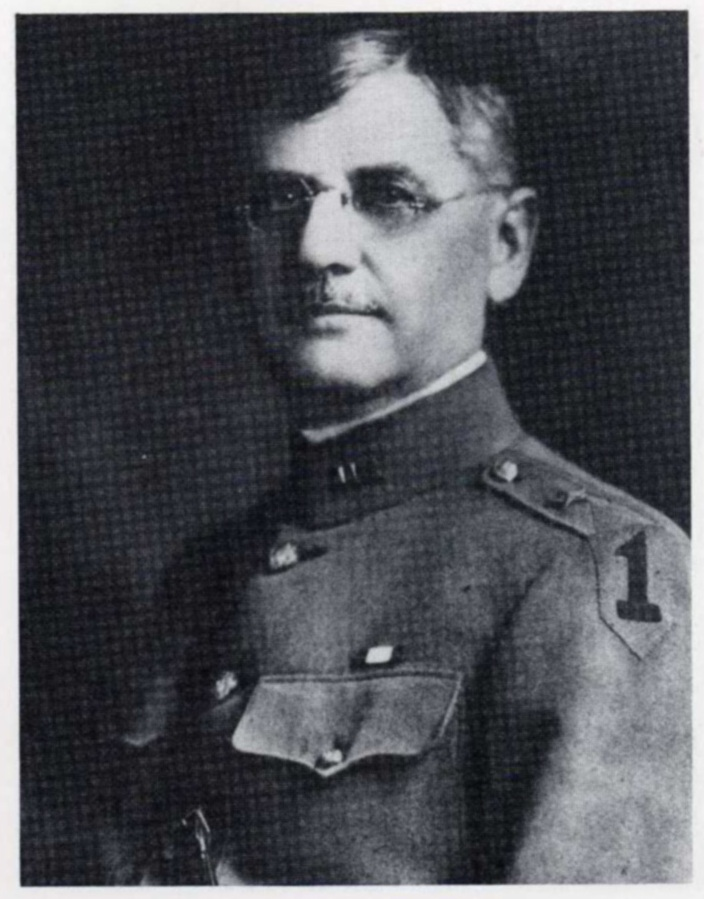
El General William Sidney Graves

La Força Expedicionaria Americana a Sibèria (AEF Sibèria), sota el format del General William S. Greus, va estar finalment composta per 7.950 homes, entre oficials i soldats. La AEF Sibèria estava formada pel 27è i 31è Regiments d'Infanteria de l'Exèrcit dels Estats Units, més un gran nombre de voluntaris dels regiments 13è i 62è, i uns pocs del 12è.
Encara que el General Graves no va arribar a Sibèria fins al 4 de setembre de 1918, els primers 3.000 soldats nord-americans van desembarcar a Vladivostok entre el 15 i el 21 d'agost. Ràpidament se'ls va assignar la vigilància de diversos trams de la línia fèrria entre Vladivostok i Nikolsk.
Al contrari que els seus aliats, el General Graves considerava que la seva missió a Sibèria era protegir els subministraments nord-americans i ajudar a la Legió Txeca a evacuar Rússia, la qual cosa no incloïa lluitar contra els bolxevics. A causa de les seves repetides crides a la moderació, Graves va tenir freqüents enfrontaments amb els comandants britànics, francesos i japonesos, els quals volien que els nord-americans tinguessin una participació més activa en les operacions militars.

## Intervenció aliada (1918-1919)
L'agost de 1918 va començar la intervenció combinada aliada. Els japonesos van fer passar a més de 70.000 soldats pel port de Vladivostok i diversos punts de la frontera amb Manxúria. El desplegament de tan enorme força per al que se suposava una expedició de suport va fer que els seus aliats recelar de les autèntiques intencions japoneses. El 5 de setembre els japonesos van entrar en contacte amb l'avantguarda de la Legió Txeca. Pocs dies després, britànics, italians i francesos es van unir als txecs en un intent de restablir el front oriental darrere els Urals; en conseqüència, els aliats europeus es van desplaçar cap a l'oest. Els japonesos, amb els seus propis objectius, es van negar a continuar més a l'oest del llac Baikal i van quedar-se darrere. Això va fer que els nord-americans, sospitant de les seves intencions, també romanguessin prop d'ells per tenir-los vigilats. Al novembre, els japonesos ja havien ocupat tots els ports i les grans ciutats de les Províncies Marítimes Russes, a més de la ciutat de Txità, a la Sibèria Oriental.
A partir de l'estiu de 1918 l'exèrcit japonès va prestar suport a faccions dels Russos Blancs; la 5a Divisió d'Infanteria i els japonesos, amb el reforç del Destacament Especial de Manchuria de Grigori Semionov, van prendre el control del Transbaikal, regió on es va instaurar un efímer govern blanc.

## Retirada de les forces Aliades (1919-1920)

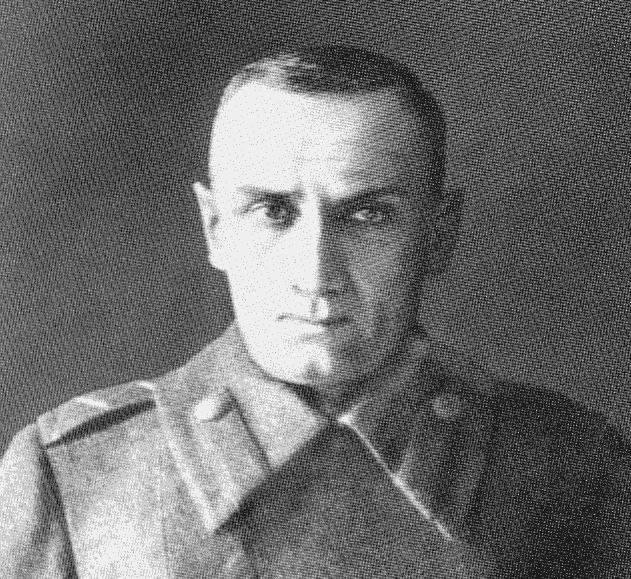
L'almirall Koltxak el 1920, poc abans de la seva execució

Al final de la guerra a Europa els aliats van decidir donar suport als exèrcits blancs antibolxevics implicant de forma més decidida en la Guerra Civil Russa. Els aliats van prestar ajuda militar al govern de Koltxak a Omsk mentre que els japonesos van fer el mateix amb els rivals de Koltxak, Grigori Semionov i Ivan Kalmikov. L'estiu de 1919 el règim blanc de Sibèria es va ensorrar, després de la captura i execució de Koltxak per l'Exèrcit Roig.
Al juny de 1920, els nord-americans, britànics i altres membres de la coalició aliada es van retirar partint de Vladivostok, com va fer aquest mateix any la Legió Txeca. No obstant això, els japonesos van decidir quedar-se: ja dominaven Corea i Manxúria i temien l'expansió del comunisme tan a prop de les seves fronteres. En qualsevol cas, el Japó es va veure obligat a signar l'Acord de Gongota per evacuar pacíficament les seves tropes del Transbaikal, la qual cosa va significar, a l'octubre de 1920, l'inevitable final del règim de Grigori Semionov.
L'exèrcit japonès continuo aportant ajuda militar al Govern Provisional de Priamur, en contra del seu rival recolzat per Moscou, la República de l'Extrem Orient. La continuïtat de la intervenció japonesa preocupava al govern nord-americà, que sospitava que el Japó amagava ambicions territorials a Sibèria i Rússia Oriental. Sotmesa a intensa pressió diplomàtica per part dels Estats Units i Gran Bretanya, i davant una oposició domèstica cada vegada més forta deguda al cost humà i econòmic de la intervenció, l'administració del primer ministre Kato Tomosaburō va retirar les seves tropes a l'octubre de 1922.

## Conseqüències al Japó
Les motivacions de la intervenció japonesa a Sibèria van ser complexes i deficientment portades a la pràctica. De cara a l'exterior, Japó, i els altres membres de la coalició internacional, estaven a Sibèria per protegir els subministraments militars i per rescatar la Legió Txeca. No obstant això, la intensa hostilitat del govern japonès al comunisme, la revenja d'històriques ofenses amb Rússia i el fet de tenir a l'abast de la mà la possibilitat de resoldre el "problema del nord" de la seva seguretat, mitjançant la creació d'un estat tap, o fins i tot per mitjà de conquesta territorial directa, van ser factors que sens dubte van influir. En canvi, el suport a diferents líders del Moviment Blanc deixo al Japó en una delicada situació diplomàtica davant el govern de la Unió Soviètica quan l'Exèrcit Roig finalment va emergir victoriós de la Guerra Civil. La intervenció va fer trossos la unitat interna del Japó en temps de guerra, embolicant a govern i exèrcit en amargues controvèrsies i, fins i tot, provocant divisions internes en el si mateix de l'exèrcit.
Les pèrdues japoneses en l'expedició a Sibèria van ser d'uns 5.000 morts o ferits en combat, a més d'unes despeses de més de 900 milions de iens.